# Arang (koreai folklór)

Arang és a magisztrátus az azonos című televíziós sorozatban

Arang (hangul: 아랑, handzsa: 阿娘, RR: Arang) a  koreai folklór egyik közismert hőse. A történet szerint egy fiatal lány, Arang, gyilkosság áldozatául esik, majd szellemként tér vissza az élők világába, hogy igazságot szolgáltasson. A történet Mirjangból, Dél-Gjongszang tartományból származik. Történetéből filmsorozatot is készítettek Arang and the Magistrate címmel (2012) és legendája szerepel a 2006-ban készült, Arang című filmben is.

## Eredet
A legismertebb koreai kísértettörténetek, azon belül is az igazságtalan halált halt emberek szellemeiről (vongü (hangul: 원귀, handzsa: 寃鬼, RR: wongwi )) szóló történetek egyike. Szájhagyomány útján terjedt, ezért több változata is fellelhető. A legenda „állami vizsgaversként” (kvadzsesi (hangul: 과제시, handzsa: 課題詩, RR: gwajesi)) terjedt el a tanult emberek körében a 19. század végén. Írott formában megtalálható a Collection of Tales from the Eastern Plains-ben (Tongjahüdzsip (hangul: 동야휘집, handzsa: 東野彙輯, RR: Dongyahwijip; 19. század)) és a Tales from the Green Hills-ben (Cshonggujadam (hangul: 청구야담, handzsa: 靑丘野談, RR: Cheongguyadam; 19. század)).

## Története
A legenda szerint Arang a Csoszon-kori Mjongdzsong király (hangul: 명종, handzsa: 明宗, RR: Myeongjong, ’1545–1567’) idején élt, Mirjang egyik magisztrátusának gyönyörű lánya volt. Erkölcsös és szófogadó volt, a szűziesség mintaképe. A történet egyik változata szerint szerint, a vezetékneve Jun (Yun) és gyermekkorában Csongok (hangul: 정옥, handzsa: 贞玉, RR: Jeong-ok)-nak, azaz „szűzies jádénak” nevezték. Édesanyját korán elvesztette, ezért egy dajka nevelte fel. 19 éves korában még mindig hajadon volt, annak ellenére, hogy sok kérője akadt.
Egy szolga, Pekka (Bekga) is beleszeretett a szépséges leányba, de alacsony származása miatt nem vehette feleségül.  A holdhónap 16. napján, egy teliholdas éjjelen, a dajka elcsalta Arangot sétálni a Jongnam-nu pavilon melletti kertbe. Miközben a Holdban gyönyörködött, a dajkája elosont a helyről. Ekkor megjelent Pekka és rátámadt a lányra, aki nem hagyta magát. A dulakodás közben a férfi leszúrta őt egy késsel, majd meggyalázta és elrejtette a testét a pavilon melletti bambuszligetben. Eltűnése után apja úgy hitte, hogy Arang elszökött egy férfival, ezért lemondott tisztségéről és elhagyta a várost.
Az őt követő magisztrátusok, azonban mind rejtélyesen elhunytak a beiktatásuk éjjelén. Egy idő után már nem merte senki elvállalni a tisztséget, kivéve egy bátor férfit, I Szangszát. Azzal a céllal lett magisztrátus, hogy megfejtse az elődei hirtelen halálának okát. Mint az elődeit, őt is meglátogatta az első éjszakáján Arang szelleme és elmesélte halálának szörnyű történetét. Azt is megtudta tőle, hogy a magisztrátusok azért haltak meg mind, mert Arang őket is felkereste, de még mielőtt megszólalhatott volna, a férfiak ijedtükben meghaltak. Szangsza megígérte a lánynak, hogy megbosszulja a halálát. A kísértet másnap egy fehér pillangóvá vált és rászállt Pekka kalapjára, így fedve fel a gyilkos kilétét. Pekkát halálra ítélték, Arang testét pedig megtalálták és eltemették. Ezek után a lány végre békére lelt és többé nem kísértette a magisztrátusokat.

### A történet további változatai
Egy másik változata is fellelhető, amelyben a hősnő egy kiszeng. Ez A kiszeng szelleme című mese az alapja a híres koreai népdal, az Arirang egyik változatának. A mese egy búcsút elevenít meg.
A történet férfi főhősének neve és státusza történetenként változhat: I Szangsza, a tanult és bátor, ám kevésbé sikeres férfi; Pe Ikszo, a fiatal férfi; egy volt katona, akit 20 évvel azelőtt tanácsoltak el; továbbá I úr, aki gyönyörű tájakon utazik keresztül, miután betöltötte a 40. életévét és nem sikerült még akkor sem hivatalt szereznie. Mindannyiukban közös, hogy sikertelenek voltak addigi életükben, de Arang ügyének megoldása után elismertségre tettek szert.
A különböző értelmezések azonos véleményen vannak abban, hogy a főhős szelleme is hallatja a hangját a történetben, megveti a férfi erőszakot és bírálja a patriarchális rendszert.

## Rituálék, hiedelmek
Emlékére egy sírpavilont építettek arra a helyre, ahol vélhetőleg életét vesztette. Ennek neve Aranggak (hangul: 아랑각, handzsa: 阿娘閣). Minden év (holdnaptár szerinti) 4. hónapjának 16. napján a mirjangi szüzek összegyűlnek ezen a helyen, fehér hanbokot öltenek és egy vallási rituálé (Arangdzse) keretében imádkoznak, hogy enyhítsék Arang bánatát.
Egy mondás szerint, ha valakit megsértenek és elmegy imádkozni az Aranggakhoz, Arang addig fogja kísérteni a bántalmazót, amíg az bocsánatot nem kér. Egy másik hiedelem szerint azok a szerelmespároknak, amelyek ellátogatnak ide, Arang örökre megóvja a szerelmüket.